# Phoniscus aerosa
Phoniscus aerosa är en fladdermusart som först beskrevs av Robert Fisher Tomes 1858.  Phoniscus aerosa ingår i släktet Phoniscus och familjen läderlappar. Inga underarter finns listade i Catalogue of Life.
Denna fladdermus är bara känd från två individer som fångades för fler än hundra år sedan. För fyndet noterades att den gjordes i södra Afrika. På grund av kvarlevornas utseende är det mera troligt att de kommer från sydöstra Asien.